# V382 Velorum

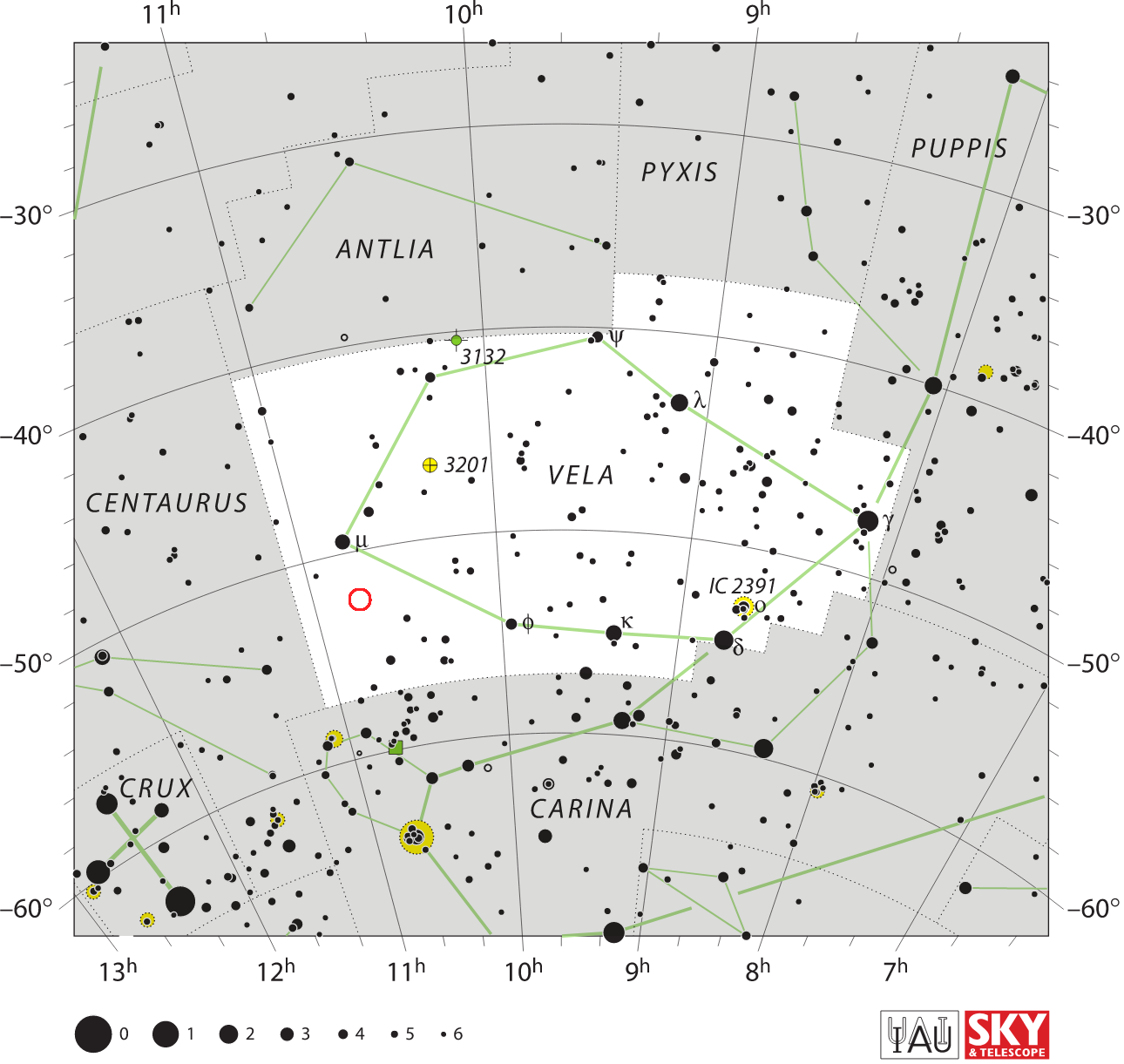
Mapa que muestra la ubicación de la nova V382 Velorum (rodeada con un círculo rojo)

V382 Velorum fue una nova aparecida en el año 1999 en la constelación del hemisferio sur llamada Vela. La nova alcanzó un brillo de magnitud 2.6 y fue descubierta por astrónomos en Brasil.

## Datos de observación
- Ascensión recta: 10h 44m 49s.5
- Declinación (astronomía): -52° 25' 35"